# 중종반정
중종반정(中宗反正)은 1506년(연산군 12) 9월 28일(음력 9월 2일) 조선에서 일어난 정변으로, 당시 국왕 연산군이 폐위되고 그의 이복 동생인 중종이 반정군에 의해 왕으로 옹립된 사건이다.

## 배경
연산군은 무오사화와 갑자사화를 일으켜 많은 선비들을 제거하였다. 또한 경연(經筵) 폐지·신언패(愼言牌) 실시·성균관(成均館)의 연락(宴樂) 장소화·도성 밖 30리 내의 민가 철거·언문 도서의 폐기 등 폭정을 일삼았다. 그리고 원각사를 폐하여 연방원(聯芳院)으로 고치고, 흥청(興淸)들과 기거를 함께하며, 채청사(採靑使)를 각 지방에 보내 미녀를 끌어들이고, 유희와 안락으로 세월을 보내며 국정을 도외시하자, 이에 훈구파를 중심으로 반정의 움직임이 싹트기 시작하였다.

## 경과
전 이조참판(吏曹參判) 성희안은 지중추부사(知中樞府事) 박원종, 이조판서(吏曹判書) 유순정, 군자감부정(軍資監副正) 신윤무 등과 함께 왕이 장단(長湍) 석벽(石壁)을 유람하는 날을 기하여 거사할 계획을 세웠다. 그런데 왕의 행차가 취소되면서 거사에 차질이 생겼고, 이때 호남 지역에서 비롯된 연산군 폐위 거사 격문이 서울에서도 나돌게 되면서 결국 당초 계획을 강행하였다.
1506년 9월 1일, 박원종·성희안·유순정을 비롯하여 전 수원부사(水原府使) 장정, 군기시첨정(軍器寺僉正) 박영문, 사복시첨정(司僕寺僉正) 홍경주 등은 훈련원에서 무사를 규합한 뒤, 중전 신씨의 오라버니 신수근과 그의 아우들인 신수겸(愼守謙)과 신수영(愼守英) 그리고 임사홍 등 왕의 측근을 제거한 뒤, 백관(百官)을 거느리고 경복궁에 들어가 자순왕대비(정현왕후) 윤씨의 윤허를 받아 왕을 폐위하여 강화도 교동(喬桐)에 안치하였다.

## 결과
중종반정은 신하들이 주체가 되어 그들의 뜻대로 왕을 교체한 사건으로, 조선 왕조 개창 이래 장자(長子) 상속의 왕위세습제에 새로운 변화를 가져왔다. 반정 자체가 철저하게 신하 주도로 이루어짐에 따라 중종이 실질적인 왕권을 행사하기는 어려웠다. 갑자기 왕위에 오르게 된 중종은 공신이 중심이 된 정치에 이끌려 갈 수밖에 없었고, 집권 초기 권력은 이들에게 집중되었다. 이는 성리학에서 추구하는 왕도정치(王道政治), 즉 국왕과 관리들이 의논하여 국정을 함께 이끄는 군신공치(君臣共治)에 있어서, 군신간의 힘의 균형이 무너지고 신료들이 우월적인 세력을 확보하는 전환점이 되고 말았다. 따라서 중종반정을 통해 새로운 정치세력이 등장한 것이 아니라, 이미 연산군 대에 공직에 있던 인물이 왕을 교체한 후 다시 기득권을 유지하는 상황이 펼쳐졌다.

## 같이 보기
- 반정
- 세조찬위
- 인조반정
- 정국공신